# Vlada Avramov
Vlada Avramov (cyr.: Влада Аврамов, ur. 5 kwietnia 1979 w Nowym Sadzie) – serbski piłkarz grający na pozycji bramkarza.

## Kariera klubowa
Avramov pochodzi z miasta Nowy Sad i tam też rozpoczynał karierę w klubie FK Vojvodina Nowy Sad. Najpierw grał w juniorach tego klubu, a w sezonie 1997/1998 awansował do składu pierwszej drużyny. Przez pierwsze 2 lata był rezerwowym bramkarzem Vojvodiny dla Dragana Žilicia i grał tylko w kilku ligowych meczach, ale już w sezonie 1999/2000 wygrał z nim rywalizację i to Vlada został pierwszym golkiperem w klubie. W 2000 roku zajął z nią 10. miejsce w lidze, a rok później – 6.
Latem 2001 Avramov wyjechał do Włoch i został zawodnikiem Vicenzy Calcio, grającej w Serie B. Z początku był rezerwowym, ale już w sezonie 2002/2003 wystąpił w połowie meczów, a w 2003/2004 w aż 41 i wtedy zaczęto go uważać za jednego z lepszych na swojej pozycji w drugiej lidze. W Vicenzy Avramov grał jeszcze w sezonie 2004/2005, po czym przeszedł do Pescary Calcio, w której grał przez rok. Latem 2006 został zakupiony przez Fiorentinę, z którą podpisał czteroletni kontakt, ale zaraz został wypożyczony do drugoligowego Treviso FC, w którym spędził cały sezon 2006/2007. Po sezonie wrócił do klubu z Florencji. W kolejnych latach występował w zespołach Cagliari Calcio, Torino FC, Atalanta BC oraz Tokyo. W 2015 roku zakończył karierę.
| Sezon   | Klub                 | Kraj       | Rozgrywki                      | Mecze | Bramki |
| ------- | -------------------- | ---------- | ------------------------------ | ----- | ------ |
| 1997/98 | Vojvodina            | Jugosławia | Meridijan Superliga            | 1     | 0      |
| 1998/99 | Vojvodina            | Jugosławia | Meridijan Superliga            | 7     | 0      |
| 1999/00 | Vojvodina            | Jugosławia | Meridijan Superliga            | 29    | 0      |
| 2000/01 | Vojvodina            | Jugosławia | Meridijan Superliga            | 17    | 0      |
| 2001/02 | Vicenza              | Włochy     | Serie B                        | 1     | 0      |
| 2002/03 | Vicenza              | Włochy     | Serie B                        | 21    | 0      |
| 2003/04 | Vicenza              | Włochy     | Serie B                        | 41    | 0      |
| 2004/05 | Vicenza              | Włochy     | Serie B                        | 23    | 0      |
| 2005/06 | Delfino Pescara 1936 | Włochy     | Serie B                        | 26    | 0      |
| 2006/07 | Treviso              | Włochy     | Serie B                        | 29    | 0      |
| 2007/08 | ACF Fiorentina       | Włochy     | Serie A                        | 2     | 0      |
| 2008/09 | ACF Fiorentina       | Włochy     | Serie A                        | 0     | 0      |
| 2009/10 | ACF Fiorentina       | Włochy     | Serie A                        | 2     | 0      |
| 2010/11 | ACF Fiorentina       | Włochy     | Serie A                        | 1     | 0      |
| 2011/12 | Cagliari Calcio      | Włochy     | Serie A                        | 3     | 0      |
| 2012/13 | Cagliari Calcio      | Włochy     | Serie A                        | 5     | 0      |
| 2013/14 | Cagliari Calcio      | Włochy     | Serie A                        | 23    | 0      |
| 2014/15 | Torino FC            | Włochy     | Serie A                        | 0     | 0      |
| 2014/15 | Atalanta BC          | Włochy     | Serie A                        | 1     | 0      |
| 2015    | Tokyo                | Japonia    | J1 League                      | 8     | 0      |
|         |                      |            | Łącznie w Meridijan Superlidze | 54    | 0      |
|         |                      |            | Łącznie w Serie A              | 37    | 0      |
|         |                      |            | Łącznie w Serie B              | 150   | 0      |
|         |                      |            | Łącznie w J1 League            | 8     | 0      |

## Kariera reprezentacyjna
W reprezentacji Serbii Avramov zagrał 2 razy. 2006 został po raz pierwszy powołany do kadry na mecz z Azerbejdżanem, który odbył się 2 września. W eliminacjach do Euro 2008 był rezerwowym dla Vladimira Stojkovicia.